# Skydive Empuriabrava
Skydive Empuriabrava es la marca que explota comercialmente el Aeródromo de Ampuriabrava (en la urbanización de Ampuriabrava de la localidad de Castellón de Ampurias, provincia de Gerona) desde el 1985. Desde sus inicios su actividad principal es la práctica del paracaidismo, aunque también se llevan a término vuelos de fotografía, publicidad aérea y turística, así como escuela de pilotos privados de aviación.

## Historia

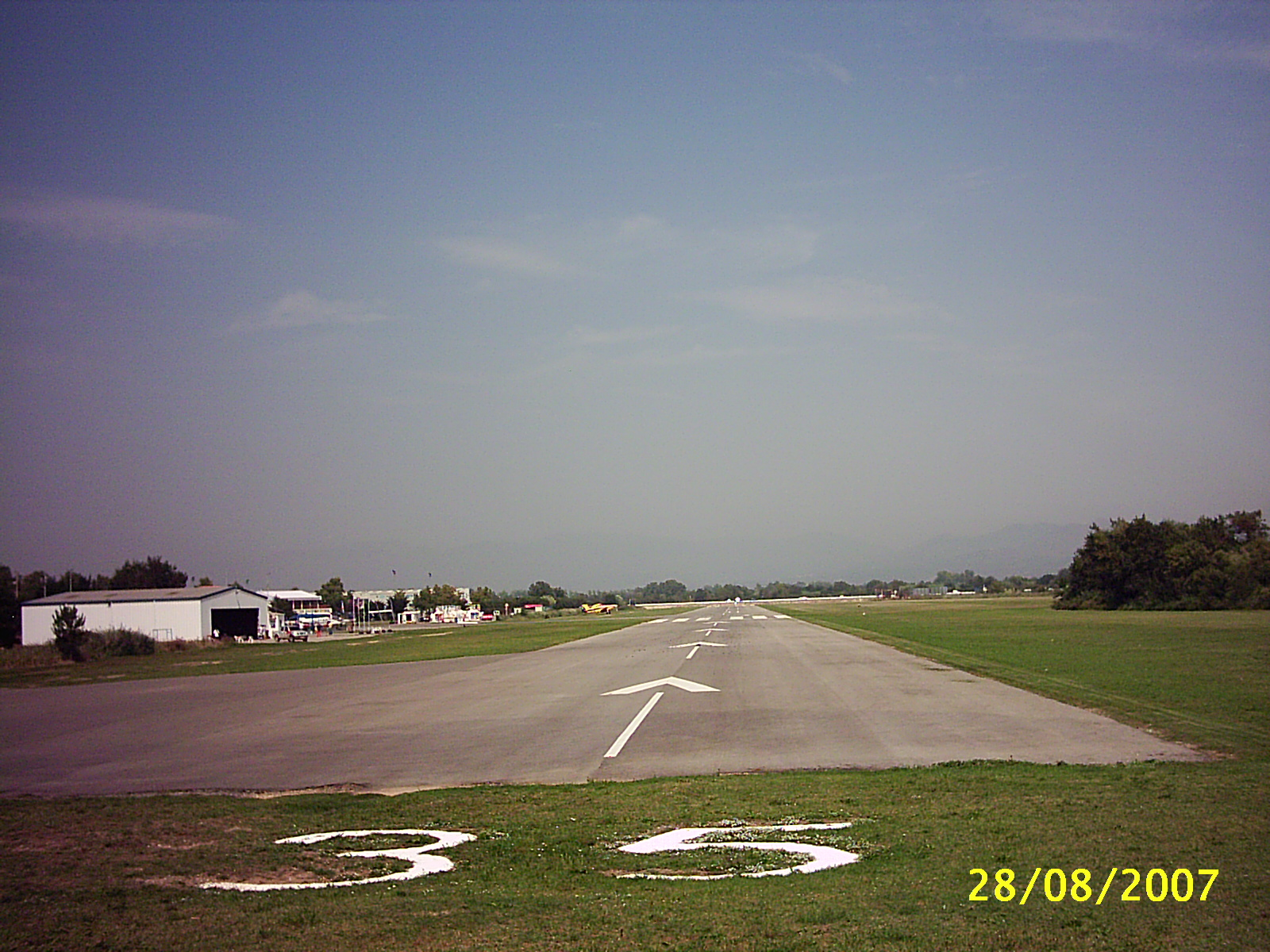
Pista 35 del Aeródromo de Ampuriabrava

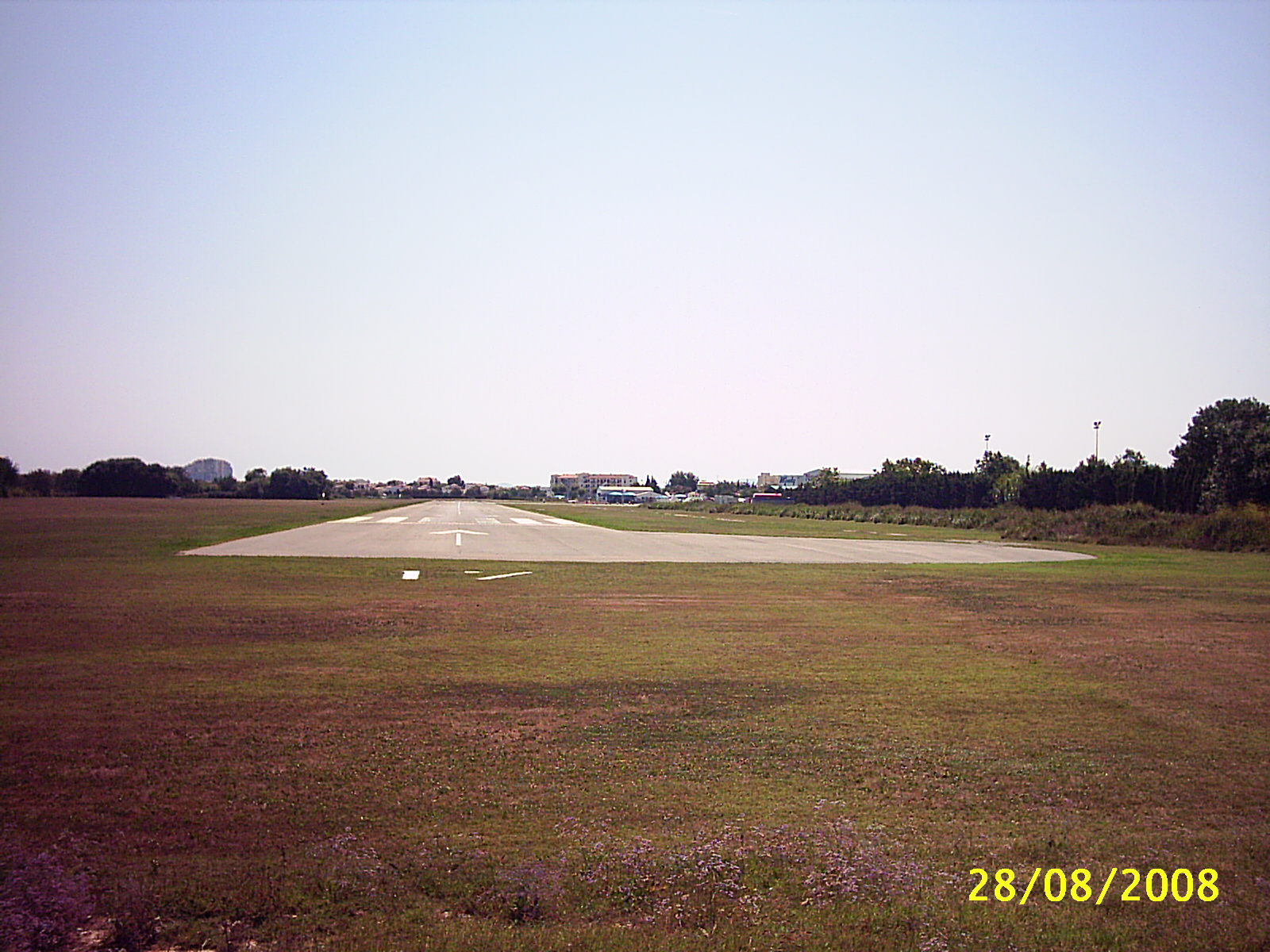
Pista 17

Panorámica del aeródromo

Desde el año 1973 los fines de semana ya se llevaba a cabo actividad de paracaidismo en el Aeródromo de Ampuriabrava, gestionado por el Aeroclub Girona bajo su sección "ParaClub Girona". En 1975 la gestión del aeródromo cambia siendo comprada por la empresa Promotora Deportiva del Ampurdán que, en 1984 es vendida a la empresa Anglo Costa Brava de Inversiones. Esta alquila sus instalaciones a la sociedad Centro de Paracaigudismo Costa Brava que es la que desarrolla la actividad del paracaidismo profesionalmente. En el 1985, el nombre comercial del aeródromo que en aquel momento era Centro de Paracaidismo Costa Brava, cambia por Skydive Empuriabrava.
En 1987 Anglo Costa Brava de Inversiones vende la sociedad a la empresa Fórmula y Propiedades S.L. El Centro Paracaidismo Costa Brava, la sociedad que explotaba la actividad de paracaidismo e inquilina de Anglo Costa Brava de Inversiones, continúa en el mismo régimen de alquiler de las instalaciones.
Es en esta etapa donde el aeródromo consigue reconocimiento europeo de la actividad que se desarrolla. El Centro de Paracaidismo Costa Brava, propiedad de los socios americanos Mitch Decoteau, María Peterson y el suizo Roland Hilfiker porten hasta el aeródromo el llamado método AFF (Accelerated Free Fall), un método innovador de enseñanza del paracaidismo, el tándem -salto acompañado de un instructor profesional- que permitía poner el paracaidismo al alcance de todos sin necesidad de tener ninguna preparación específica (incluso pueden practicarlo discapacitados físicos). En 1986 incorporan a la sociedad a Jaime Comas Espigulé.
En el 1985, la actividad en el aeródromo la desarrollaban cinco personas y no había ninguna avioneta en propiedad: se alquilaba una Cesna 207 que fue la primera que se utilizó en el aeropuerto de Gerona. No fue hasta dos años después, en el 1987, en que se compró la primera Pilatus.
En la etapa de 1985 a 1994, es cuando se consiguen los primeros hitos a nivel europeo en el aeródromo de Empuriabrava pasando de 12.000 a 35.000 saltos al año. En 1985 ya logra ser uno de los pocos centros de aviación abierto todo el año con continuidad. El Boogie de Navidad, una concentración internacional de paracaidistas que se encuentran para llevar a término competiciones y saltos en grupo poco corrientes, llega a los 1.000 inscritos en 1987, desplazándose la actividad al Aeropuerto de Gerona para poder utilizar aviones como el DC-3 o el Caribou. Se desarrollan saltos en caída libre, saltos de aterrizajes de precisión y, en 1992, con la llegada de la llama olímpica de los Juegos Olímpicos de Barcelona, se recrea un salto de exhibición en el que se realiza una formación en cinco círculos en un salto en caída libre.
El aeródromo vuelve a cambiar de propietarios: en 1994 Peter Jones, Ivan Coufal y Jaime Comas Espigulé compran el Centro de Paracaidismo Costa Brava y se alcanzan en el aeródromo los 134.000 saltos al año llegando a ser el primer aeródromo con mayor volumen de saltos en el mundo. Los encuentros y exhibiciones que se realizaban hace años, estaban cada vez más consolidadas en el calendario de los paracaidistas de todo el mundo. Las temperaturas suaves del Ampurdan en invierno produjeron que el encuentro del Boogie de Navidad se convirtiera en la evento más importante de Europa, multiplicando la flota de aviones para poder llegar hasta 12.000 saltos. La competición Estrella Rápida se convirtió en una competición característica del evento que consistía en que diez paracaidistas del mismo equipo formaran una formación de estrella en el aire en el menor tiempo posible. Asimismo, es la etapa de los récords y se convierte en el hogar de la selección española en la disciplina de Vuelo en Formación y de los Campeones del Mundo del equipo Freefly francés. También se realiza una disciplina altamente espectacular, el vuelo con traje aéreo.
Con la intención de ordenar la situación empresarial después de todos los cambios de propiedad del aeródromo a lo largo de los años, en 2005 Skydive Empuriabrava compra Fórmula y Propiedades SL hasta que en el 2012, la sociedad es comprada por un fondo soberano de Dubái a través de la compañía Skydive Dutch BV. A partir de ese momento, comienzan inversiones en las instalaciones con la intención de convertirlo en un punto neurálgico para los amantes del salto en paracaídas.
Actualmente es el centro con mayor volumen de saltos en Europa desde 1998.

### Cronología
- 1985: Apertura como centro profesional de paracaidismo con una plantilla de 5 personas. Sólo en el primer año de funcionamiento se consiguen los 25.000 saltos, convirtiéndose en el aeródromo líder en Europa en número de saltos anuales.
- 2001: se alcanzan los 134.000 saltos anuales. Se convierte en uno de los tres principales centros de paracaidismo del mundo.
- 2003:  1.000.000 de saltos conseguidos en sus instalaciones desde 1985, convirtiéndose en el primer centro de paracaidismo del mundo en lograr esta meta. La Generalidad de Cataluña aprovecha la celebración del salto un millón para otorgar a Castellón de Ampurias la marca de Destinación Turística Deportiva (DTE) para la modalidad de paracaidismo. La plantilla de sus instalaciones alcanza las 40 personas y ha generado una serie de empresas satélites alrededor de la misma.
- 2013: se superan los 2.000.000 de saltos realizados desde su apertura, con una media de 100.000 saltos anuales.

## Instalaciones

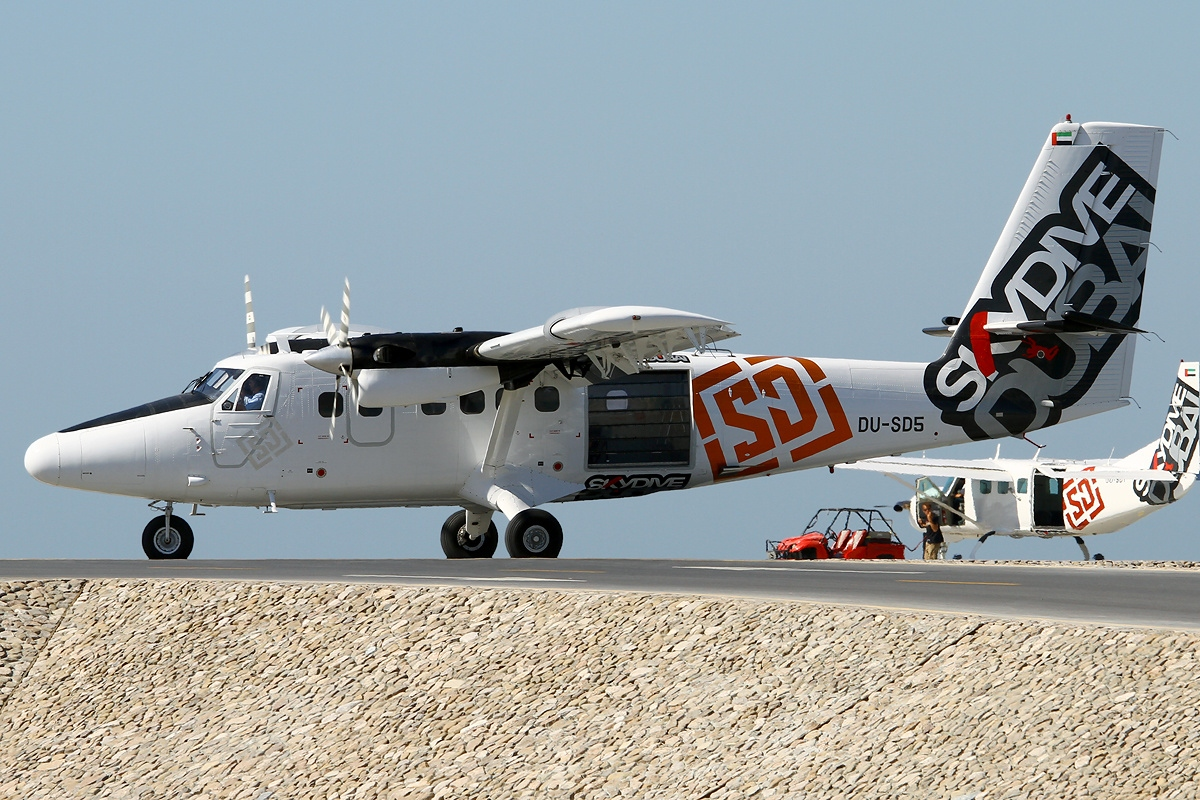
De Havilland Canada DHC-6-200 Twin Otter, SkyDive Dubai AN2220794

Además de los hangares, zona de plegado, salas de equipos y gasolinera propia, dispone de los aviones Pilatus Porter, un  De Havilland Twin Otter y un Beechcraft 99 (el avión de despegue más rápido de Europa). Las instalaciones se completan con las oficinas y la zona de bar y restaurante. El acceso es libre.

## Servicios
Ofrecen servicios de paracaidismo en tándem, vuelos de iniciación y trabajos de fotografía aérea. Su escuela ofrece cursos de iniciación y avanzados en vuelos de formación, freefly pilotaje de campana, wingsuit o traje aéreo, de vuelo en formación para alta competición, de preparación para alta competición, y formación de instrucción de vuelo para profesionales.

## Competiciones
Además de celebrarse concentraciones, seminarios y competiciones menores, en la vertiente deportiva el centro de Ampuriabrava ha acogido eventos de primer nivel mundial. Ha sido organizador del octavo Campeonato del Mundo de Paracaidismo VF (1989), de dos Copas del Mundo (1994 y 2002) y del cuarto Campeonato del Mundo de Estilo Libre y Skysurfing (1993). Del campeonato del 93 destacaron Patrick de Gallardón (inventor del skysurf y del moderno traje aéreo), Olav Zipser (considerado el padre de la disciplina freefly), Mike Michigan (pionero del free style) y Marco Manna, considerado el mejor freestyler de todos los tiempos.
También de la novena Copa del Mundo de Paracaidismo VF (1994), el tercer Campeonato del Mundo POPs (1995), unos X-tream Games del aire (1996), el primer Campeonato de España de Free Style y Skysurfing (1997), el primer Campeonato de Europa VF-16 (1998), la primera Copa del Mundo de VF-16 (1998), el vigésimo cuarto campeonato de España de paracaidismo (2002), la decimotercera Copa del Mundo de Paracaidismo (2002) y el vigésimo quinto campeonato de España de Paracaidismo (2003).
También es donde se efectúan de 2004 a 2006 las competiciones King of Swoop (llamado inicialmente Beach Swoop Challenge), una de las pruebas más espectaculares del paracaidismo mundial donde se congregan los especialistas del swooping, técnica del aterrizaje utilizando la velocidad, la distancia y la precisión. Este tipo de competición se retoma en el 2014.
Es, desde 1989 y sobre todo desde 1993, sede de competiciones de España, de Europa y del Mundo en las diferentes disciplinas del paracaidismo, free style, POPs, extreme games, swoop, skysurfing, freefly y VFC.

### Récords alcanzados en las instalaciones
Son récords alcanzados en las instalaciones:
- 2004 Récord Europeo Femenino de VFC
- 2005 Récord Nacional de Vuelo en Formación en Campana, con 25 paracaidistas[7]
- 2005 Récord Europeo de Freefly, con 28 paracaidistas[8][9]
- 2007 Récord Europeo de Freefly, con 40 paracaidistas
- 2009 Récord Europeo de Freefly, con 51 paracaidistas[10]
- 2011 Récord Europeo de Freefly, con 80 paracaidistas
- El 5 de octubre de 2012, el suizo Marc Hauser establece un primer récord mundial en el seguimiento de la velocidad, una disciplina que él fundó.[11] La velocidad del recorrido medido fue de 188,9 mph (304 km/h) en la zona de saltos de Skydive Empuriabrava.[12][nota 1]
- Récord del Mundo 2012 en caída libre horizontal,[13] con una marca de 304 km/h.
- Récord Europeo 2013 de Freefly, con 96 saltadores[14][15]
- Récord del Mundo 2013 de Vuelo en Formación secuencial con 106 saltadores[16][17]
- Record Guinness 2014 de saltos en tándem al conseguir 35 saltos en una hora cuando el récord se encontraba en 28.[18][19][20]
- Record Europeo 2015 de Freefly en la modalidad de Head Up con 21 paracaidistas[21]

### Participaciones en récords mundiales
Como parte de la promoción del deporte, el aeródromo apoya a los deportistas más ambiciosos que participan en competiciones oficiales o en hitos mundiales. También ha sido el lugar de entrenamiento de la selección española de paracaidismo, así como de otras selecciones que allí entrenaron antes de convertirse en campeonas del mundo como la suiza, la femenina inglesa, la belga, la selección rusa y la francesa que fue Campeona del Mundo en el 2003. De esta selección formaba parte el equipo de freefly francés Babylon FreeFly, aún actualmente considerado líder mundial y organizador de eventos y saltos de primer nivel y cuya escuela se forma en Empuriabrava desde 2003. En Skydive Empuriabrava es también donde se realizan los entrenamientos de los miembros del "Proyecto Alas" desde sus inicios así como después para los diferentes retos que se propusieron, como el récord de salto de 15 km del Estrecho de Gibraltar en 2005.
El equipo Skydive Empuriabrava participa en manifestaciones de paracaidismo en el mundo, consiguiendo metas:
- 1999 Récord del mundo de gran formación en Ubon Ratchathani (Tailandia), 282 paracaidistas.
- 2003 Récord del mundo de gran formación: el 13 de diciembre de 2003 en Eloy (Arizona), 300 paracaidistas[25]
- 2004 Récord del mundo de gran formación: el 6 de febrero de 2004 en Korat (Tailandia), 357 paracaidistas de todo el mundo consiguen una formación en caída libre a 280 km/h, que se mantuvo unida durante exactamente 6 segundos a una altitud de 24.000 pies (7.315 metros). La meta, creada en ocasión del 72 aniversario de la reina de Tailandia, reunía a los mejores saltadores del mundo en una oportunidad para histórica. Tres paracaidistas del equipo Empuriabrava-Red Bull (Santi Corella, Félix Álvarez y Toni López) junto con Alain Dony se encuentran presentes en el acontecimiento.[26][27][28][29]
- 2005 Récord del mundo de gran formación en campana: en Lake Wales (Florida), 85 paracaidistas. El director de la escuela de vuelo de formación en campana, Alain Dony estuvo presente.
- 2006 Récord del mundo de gran formación: en febrero, también en Tailandia, esta vez 400 paracaidistas de todo el mundo consiguen una formación en caída libre que se mantuvo unida durante 4,25 segundos.[30]

### Proyecto Alas
Después de un proyecto en Noruega, los miembros del equipo del aeródromo, Santiago Corella y Toni López junto con el deportista de riesgo Álvaro Bultó idean en 1999 el llamado 'Proyecto Alas', un equipo profesional de paracaidismo y salto base que se propone cuatro retos que tienen el objetivo de superar elementos naturales en condiciones especiales, sean la propia orografía, la temperatura (calor o frío extremos) o la falta de oxígeno, y saltando en caída libre con traje aéreo. La iniciativa y los entrenamientos nacen en Skydive Empuriabrava. En la ejecución de estos retos superaron dos veces, el récord mundial de vuelo humano en caída libre que ellos mismos habían establecido.

## Galardones
El flujo constante de paracaidistas y acompañantes sin producirse intervalos de cambio de temporada comercial consigue una regularidad que hace que se le otorgue a Skydive Empuriabrava, el Premio Espiga y Timón del Ayuntamiento de Castellón de Ampurias, el Premio de la XXII Noche del Turismo de la Escuela de Turismo de Gerona y el "Sol de la Costa Brava" de la ATA.
En el 2003, la Generalidad de Cataluña aprovecha la celebración del salto un millón para otorgar a Castellón de Ampurias la marca de Destino Turístico Deportivo (DTE) para la modalidad de paracaidismo, donde se reconocen las instalaciones.
En el año 2010 la Generalidad de Cataluña reconoce su destacada contribución al fomento del turismo en Cataluña con el Diploma Turístico de Cataluña.
En 2015 recibe el premio Sirena dentro de los Premios Empordà 2015 entregados por el Consell Comarcal del Alt Empordà, que se entrega a personas o entidades que han destacado por el fomento de la proyección exterior de la comarca del Alto Ampurdán

## Exhibiciones y colaboraciones

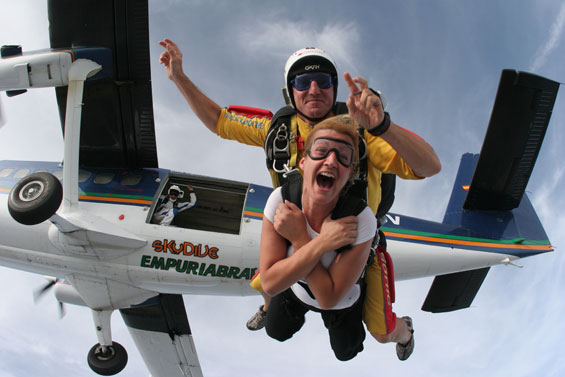
Tandem Skydive

- Participación en la recepción de la Antorcha olímpica de los Juegos Olímpicos de Barcelona 1992 en el puerto de Ampurias para los Juegos Olímpicos de Barcelona 1992 con un salto de exhibición en el que se realiza una formación en cinco aros en un salto en caída libre.
- Participación en la inauguración de los Juegos Olímpicos de Barcelona'92 en el Estadio Olímpico de Montjuïc (1992).
- En enero de 1997, se realiza un salto de solidaridad con los secuestrados por ETA, José Antonio Ortega y Cosme Delclaux[37]
- Gran Premio de España de Fórmula 1.
- Construcción de un lazo negro en caída libre como muestra de solidaridad con las víctimas de los atentados terroristas del 11 de marzo de 2004 en Madrid. (11 de abril de 2004)[38]
- Colaboración en el Año Dalí el 8 de octubre de 2004, con la representación, en caída libre, del cuadro "Cristo de San Juan de la Cruz", obra del pintor.[39]
- Colaboración en varias ediciones de la Maratón de TV3.
- Desde 2005 existe una colaboración con la Fundación El Sueño de los Niños, por la que niños con cáncer u otras enfermedades graves pueden hacer posible el sueño de volar.[40]

## Libro de oro de celebridades
El renombre que va adquiriendo la consecución de títulos de alcance europeo y mundial, junto con la calidad de los retos que se proponen desde las instalaciones y su ubicación en la Costa Brava, hace que sea visitado por celebridades deportivas famosas y personajes públicos en diferentes ámbitos, así como que se celebren logros de otras empresas.
Saltan deportistas galardonados mundialmente de diferentes disciplinas como los tenistas Juan Carlos Ferrero y Sergi Bruguera los motociclistas Adam Raga, Alex Crivillé, Sete Gibernau,  Marc Gené, el campeón mundial de motociclismo Valentino Rossi, el piloto Michael Schumacher, el deportista de taekwondo Joel González, la nadadora Clara Basiana y el deportista aventurero Álvaro Bultó. Personajes públicos como el periodista y guionista Jordi Évole, el miembro de El Tricicle Paco Mir, el actor Santi Millán, la cantante Beth, la actriz Amparo Moreno, Joel Joan... Y queda como anécdota de la historia de las instalaciones que Marta Ferrusola, esposa del presidente de la Generalidad de Cataluña Jordi Pujol, salta por primera vez en paracaídas en las instalaciones.
También ha sido plató de rodaje de películas y de vídeos musicales. En el 2000 se rodó el vídeo musical Bird of Prey de Fatboy Slim, en marzo de 2004 se filmaron los exteriores de escenas de persecución en vuelo de la película de producción francesa Agentes secretos con Monica Bellucci y Vincent Cassel, y ya más tarde, en el 2011, los exteriores de las escenas de paracaidismo de los protagonistas de la película Zindagi Na Milegi Dobara ("Sólo se vive una vez"), una de las películas de más éxito del cine de Bollywood.